# Bernard Bem
Bernard Bem (Dąbrówka Mała, Polonia, 29 de septiembre de 1936-23 de diciembre de 2023) fue un futbolista polaco que jugó en la posición de delantero centro.
Comenzó su carrera en el KS 22 Mała Dąbrówka. Después jugó en el Kolejarz Katowice entre 1956 y 1957. Bem pasó después al Ruch Chorzów. Jugó en el Ruch hasta 1971, en el que disputó 262 partidos y marcó 28 goles. Fue uno de los jugadores más destacados de la historia del club. Con el Ruch ganó dos veces el campeonato polaco, en 1960 y 1968.
Falleció el 23 de diciembre de 2023, a la edad de 87 años. Fue enterrado el 29 de diciembre de 2023 en el cementerio de la calle Wróblewskiego en Katowice.

## Equipos
| Periodo   | Club                   |
| --------- | ---------------------- |
| 1956–1957 | Kolejarz Katowice      |
| 1958–1971 | Ruch Chorzów           |
| 1972      | BKS Stal Bielsko-Biała |

## Logros
- Ekstraklasa (2): 1960, 1967/68